# Leichtathletik-Länderkampf der Männer 1958 Polen – BR Deutschland
| 13. Leichtathletik-Länderkampf mit bundesdeutscher Beteiligung 1958 | 13. Leichtathletik-Länderkampf mit bundesdeutscher Beteiligung 1958 |                                                |
| ------------------------------------------------------------------- | ------------------------------------------------------------------- | ---------------------------------------------- |
|                                                                     |                                                                     |                                                |
| Ländervergleich der Männer: Polen – BR Deutschland                  |                                                                     |                                                |
| Austragungsort                                                      | Warschau                                                            |                                                |
| Wettbewerbe                                                         | 20                                                                  |                                                |
| Datum                                                               | 12./13. Oktober 1958                                                |                                                |
| 1. FRG 1. POL                                                       | 110 Punkte                                                          |                                                |
| Chronik                                                             |                                                                     |                                                |
| ← FRG-HUN (M)                                                       | erster LK 1959:00 AUT-FRG-SUI Straß'lauf (M) →                      | erster LK 1959:00 AUT-FRG-SUI Straß'lauf (M) → |

Auch im dreizehnten und letzten Vergleich des Leichtathletik-Länderkämpfe mit bundesdeutscher Beteiligung 1958 trafen die deutschen Männer mit Polen wieder auf einen starken Gegner. Am 12./13. Oktober wurde dieser vierte Vergleich der beiden Länder in der polnischen Hauptstadt Warschau ausgetragen. Zwei Mal hatte Deutschland gewonnen, einmal Polen. Die Ergebnisse waren immer sehr knapp gewesen, im vergangenen Jahr hatte Polen mit einem Punkt Vorsprung den Sieg davongetragen.

## Wettbewerbe und Modus
Auf dem Programm standen auch in dieser Begegnung die bei Länderkämpfen üblichen zwanzig Disziplinen. Aus dem olympischen Wettbewerbskatalog fehlten nur der Marathonlauf, die beiden Gehdisziplinen und der Zehnkampf. Gewertet wurde in den Einzeldisziplinen nach dem Standardsystem, in den Staffeln mit sieben zu vier Punkten.

## Ergebnis
Auch die Begegnung mit den polnischen Leichtathleten entwickelte sich wie der Länderkampf zuvor gegen Ungarn zu einer engen Auseinandersetzung. Im Bereich Lauf gab es sechs bundesdeutsche Siege, davon vier mit Doppelerfolgen. Polen siegte vier Mal bei zwei Doppelerfolgen. Die Staffeln gingen beide an die Bundesrepublik Deutschland. In den technischen Disziplinen verbuchte Polen sechs Disziplinsiege bei vier Doppelerfolgen. die Bundesrepublik entschied zwei Wettbewerbe bei einem Doppelerfolg für sich. So kam es am Ende mit zu 110 zu 110 Punkten zum ersten Mal zu einem Unentschieden in einem Länderkampf mit deutscher Beteiligung.

## Resultate

### 100 m
| Platz | Athlet         | Land | Zeit (s) |
| ----- | -------------- | ---- | -------- |
| 1     | Manfred Germar | FRG  | 10,7     |
| 2     | Heinz Fütterer | FRG  | 10,8     |
| 3     | Marian Foik    | POL  | 10,9     |
| 4     | Edward Szmidt  | POL  | 11,0     |

Datum: 12. Oktober

### 200 m
| Platz | Athlet         | Land | Zeit (s) |
| ----- | -------------- | ---- | -------- |
| 1     | Manfred Germar | FRG  | 21,3     |
| 2     | Martin Lauer   | FRG  | 21,4     |
| 3     | Marian Foik    | POL  | 21,8     |
| 4     | Edward Szmidt  | POL  | 22,2     |

Datum: 13. Oktober

### 400 m
| Platz | Athlet              | Land | Zeit (s) |
| ----- | ------------------- | ---- | -------- |
| 1     | Carl Kaufmann       | FRG  | 47,0     |
| 2     | Karl-Friedrich Haas | FRG  | 47,5     |
| 3     | Stanisław Swatowski | POL  | 47,5     |
| 4     | Gerard Mach         | POL  | 48,6     |

Datum: 12. Oktober

### 800 m
| Platz | Athlet             | Land | Zeit (min) |
| ----- | ------------------ | ---- | ---------- |
| 1     | Paul Schmidt       | FRG  | 1:48,4     |
| 2     | Zbigniew Makomaski | POL  | 1:49,0     |
| 3     | Herbert Missalla   | FRG  | 1:51,2     |
| 4     | Tadeusz Kaźmierski | POL  | 1:53,4     |

Datum: 12. Oktober

### 1500 m
| Platz | Athlet          | Land | Zeit (min) |
| ----- | --------------- | ---- | ---------- |
| 1     | Marian Jochman  | POL  | 3:42,5     |
| 2     | Paul Schmidt    | FRG  | 3:42,5     |
| 3     | Edmund Brenner  | FRG  | 3:44,0     |
| 4     | Zbigniew Orywal | POL  | 3:51,0     |

Datum: 13. Oktober

### 5000 m
| Platz | Athlet                | Land | Zeit (min) |
| ----- | --------------------- | ---- | ---------- |
| 1     | Zdzisław Krzyszkowiak | POL  | 14:04,4    |
| 2     | Kazimierz Zimny       | POL  | 14:05,4    |
| 3     | Ludwig Müller         | FRG  | 14:12,6    |
| 4     | Hans Hüneke           | FRG  | 16:32,0    |

Datum: 12. Oktober

### 10.000 m
| Platz | Athlet         | Land | Zeit (min) |
| ----- | -------------- | ---- | ---------- |
| 1     | Stanisław Ożóg | POL  | 29:33,8    |
| 2     | Jerzy Chromik  | POL  | 29:33,8    |
| 3     | Herbert Schade | FRG  | 29:48,6    |
| 4     | Xaver Höger    | FRG  | 30:33,4    |

Datum: 13. Oktober

### 110 m Hürden
| Platz | Athlet           | Land | Zeit (s) |
| ----- | ---------------- | ---- | -------- |
| 1     | Martin Lauer     | FRG  | 13,9     |
| 2     | Bert Steines     | FRG  | 14,8     |
| 3     | Edward Bugała    | POL  | 14,9     |
| 4     | Tadeusz Niemczyk | POL  | 15,3     |

Datum: 12. Oktober

### 400 m Hürden
| Platz | Athlet           | Land | Zeit (s) |
| ----- | ---------------- | ---- | -------- |
| 1     | Helmut Janz      | FRG  | 52,2     |
| 2     | Janusz Kotliński | POL  | 53,0     |
| 3     | Heinz Hoß        | FRG  | 53,1     |
| 4     | Kazimierz Janiak | POL  | 55,6     |

Datum: 13. Oktober

### 3000 m Hindernis
| Platz | Athlet                | Land | Zeit (min) |
| ----- | --------------------- | ---- | ---------- |
| 1     | Zdzisław Krzyszkowiak | POL  | 8:41,0     |
| 2     | Ludwig Müller         | FRG  | 8:57,8     |
| 3     | Kazimierz Żbikowski   | POL  | 9:03,6     |
| 4     | Helmut Thumm          | FRG  | 9:16,8     |

Datum: 13. Oktober

### 4 × 100 m Staffel
| Platz | Besetzung      | Land                                                          | Zeit (s) |
| ----- | -------------- | ------------------------------------------------------------- | -------- |
| 1     | BR Deutschland | Karl-Heinz Naujoks Martin Lauer Heinz Fütterer Manfred Germar | 40,5     |
| 2     | Polen          | Jerzy Juskowiak Edward Szmidt Janusz Jarzembowski Marian Foik | 40,8     |

Datum: 12. Oktober

### 4 × 400 m Staffel
| Platz | Besetzung      | Land                                                            | Zeit (min) |
| ----- | -------------- | --------------------------------------------------------------- | ---------- |
| 1     | BR Deutschland | Johannes Kaiser Carl Kaufmann Peter Adam Karl-Friedrich Haas    | 3:10,2     |
| 2     | Polen          | Edward Bożek Gerard Mach Zbigniew Makomaski Stanisław Swatowski | 3:11,4     |

Datum: 13. Oktober

### Hochsprung
| Platz | Athlet                | Land | Höhe (m) |
| ----- | --------------------- | ---- | -------- |
| 1     | Theo Püll             | FRG  | 2,06     |
| 2     | Zbigniew Lewandowski  | POL  | 2,03     |
| 3     | Kazimierz Fabrykowski | POL  | 1,95     |
| 4     | Peter Riebensahm      | FRG  | 1,90     |

Datum: 13. Oktober

### Stabhochsprung
| Platz | Athlet             | Land | Höhe (m) |
| ----- | ------------------ | ---- | -------- |
| 1     | Zenon Ważny        | POL  | 4,30     |
| 2     | Andrzej Krzesiński | POL  | 4,20     |
| 3     | Klaus Lehnertz     | FRG  | 4,10     |
| 4     | Horst Drumm        | FRG  | 4,00     |

Datum: 13. Oktober

### Weitsprung
| Platz | Athlet                 | Land | Weite (m) |
| ----- | ---------------------- | ---- | --------- |
| 1     | Józef Szmidt           | POL  | 7,39      |
| 2     | Kazimierz Kropidłowski | POL  | 7,36      |
| 3     | Ronald Krüger          | FRG  | 7,29      |
| 4     | Peter Scharp           | FRG  | 7,28      |

Datum: 12. Oktober

### Dreisprung
| Platz | Athlet              | Land | Weite (m) |
| ----- | ------------------- | ---- | --------- |
| 1     | Józef Szmidt        | POL  | 15,58     |
| 2     | Ryszard Malcherczyk | POL  | 15,24     |
| 3     | Hermann Strauß      | FRG  | 15,02     |
| 4     | Norbert Weiser      | FRG  | 14,27     |

Datum: 12. Oktober

### Kugelstoßen
| Platz | Athlet                | Land | Weite (m) |
| ----- | --------------------- | ---- | --------- |
| 1     | Karl-Heinz Wegmann    | FRG  | 17,49     |
| 2     | Hermann Lingnau       | FRG  | 17,25     |
| 3     | Alfred Sosgórnik      | POL  | 16,94     |
| 4     | Eugeniusz Kwiatkowski | POL  | 16,42     |

Datum: 13. Oktober

### Diskuswurf
| Platz | Athlet              | Land | Weite (m) |
| ----- | ------------------- | ---- | --------- |
| 1     | Edmund Piątkowski   | POL  | 54,25     |
| 2     | Otto Koppenhöfer    | FRG  | 50,60     |
| 3     | Martin Bührle       | FRG  | 50,25     |
| 4     | Eugeniusz Wachowski | POL  | 49,96     |

Datum: 12. Oktober

### Hammerwurf
| Platz | Athlet          | Land | Weite (m) |
| ----- | --------------- | ---- | --------- |
| 1     | Tadeusz Rut     | POL  | 64,03     |
| 2     | Olgierd Ciepły  | POL  | 63,82     |
| 3     | Willi Glotzbach | FRG  | 59,47     |
| 4     | Hans Wulff      | FRG  | 56,50     |

Datum: 12. Oktober

### Speerwurf
| Platz | Athlet        | Land | Weite (m) |
| ----- | ------------- | ---- | --------- |
| 1     | Janusz Sidło  | POL  | 78,44     |
| 2     | Hans Schenk   | FRG  | 74,99     |
| 3     | Jan Kopyto    | POL  | 70,43     |
| 4     | Heinrich Will | FRG  | 69,53     |

Datum: 13. Oktober